# Calibrachoa
Calibrachoa (Cerv., 1825) è un genere di piante della famiglia delle Solanacee, diffuso nel Nuovo Mondo.

## Tassonomia
Il genere comprende le seguenti specie:
- Calibrachoa atropurpurea Stehmann & Semir
- Calibrachoa caesia (Sendtn.) Wijsman
- Calibrachoa calycina (Sendtn.) Wijsman
- Calibrachoa cordifolia Stehmann & L.W.Aguiar
- Calibrachoa dusenii (R.E.Fr.) Stehmann & Semir
- Calibrachoa eglandulata Stehmann & Semir
- Calibrachoa elegans (Miers) Stehmann & Semir
- Calibrachoa ericifolia (R.E.Fr.) Wijsman
- Calibrachoa excellens (R.E.Fr.) Wijsman
- Calibrachoa felipponei (Sandwith) Stehmann
- Calibrachoa hassleriana (R.E.Fr.) Wijsman
- Calibrachoa heterophylla (Sendtn.) Wijsman
- Calibrachoa humilis (R.E.Fr.) Stehmann & Semir
- Calibrachoa irgangiana  Stehmann
- Calibrachoa linoides (Sendtn.) Wijsman
- Calibrachoa longistyla Stehmann & Greppi
- Calibrachoa micrantha (R.E.Fr.) Stehmann & Semir
- Calibrachoa missionica Stehmann & Semir
- Calibrachoa paranensis (Dusén) Wijsman
- Calibrachoa parviflora (Juss.) D'Arcy
- Calibrachoa pubescens (Spreng.) Stehmann
- Calibrachoa pygmea (R.E.Fr.) Wijsman
- Calibrachoa regnellii (R.E.Fr.) Wijsman
- Calibrachoa rupestris (Dusén) Wijsman
- Calibrachoa scabridula (C.V.Morton) Stehmann
- Calibrachoa sellowiana (Sendtn.) Wijsman
- Calibrachoa sendtneriana (R.E.Fr.) Stehmann & Semir
- Calibrachoa serrulata (L.B.Sm. & Downs) Stehmann & Semir
- Calibrachoa spathulata (L.B.Sm. & Downs) Stehmann & Semir
- Calibrachoa synanthera Stehmann & G.Mäder
- Calibrachoa thymifolia (A.St.-Hil.) Stehmann & Semir